# Harrison (hrabstwo Marathon)
Harrison – miasto w Stanach Zjednoczonych, w stanie Wisconsin, w hrabstwie Marathon.